# ALK Airlines

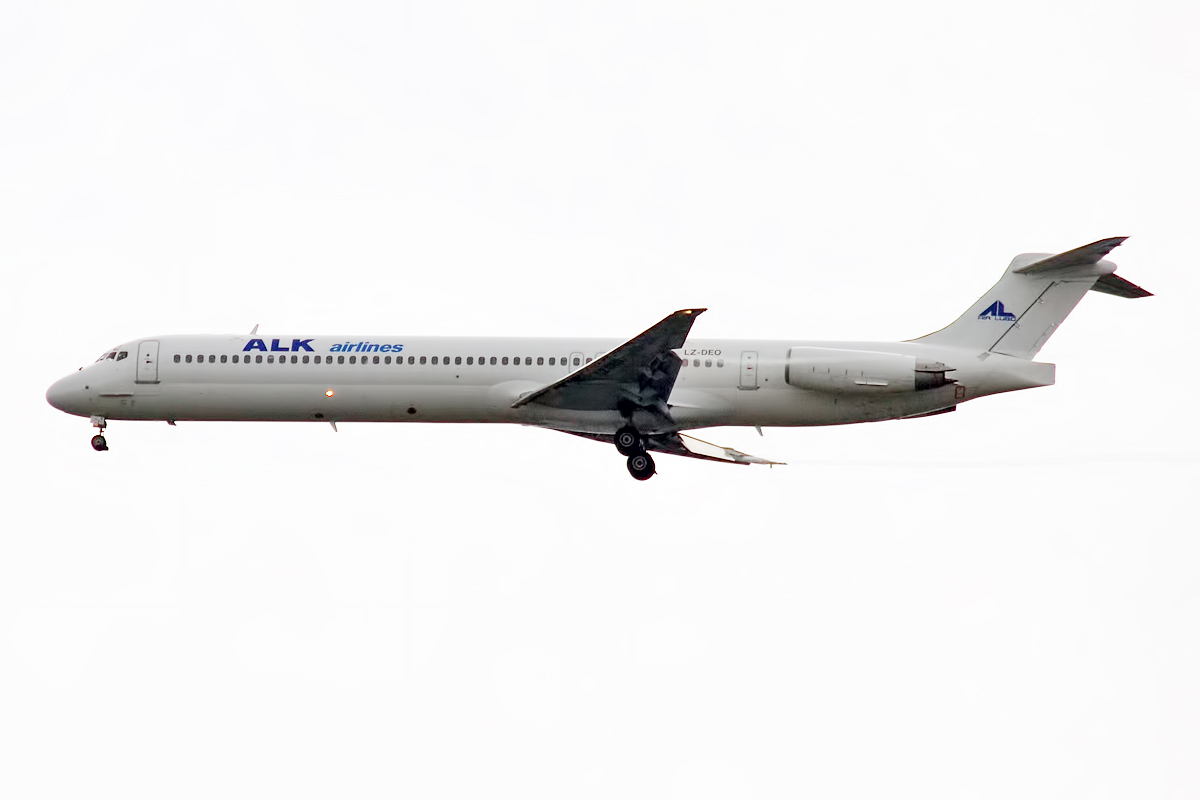
ALK Airlines McDonnell Douglas MD-82

Air Lubo — болгарська чартерна авіакомпанія із головним офісом у Софії.

## Напрямки
Авіакомпанія здійснює чартерні рейси до популярних місць відпочинку в Єгипті, Іспанії, Італії тощо.

## Флот
Флот на вересень 2020:
- 2 McDonnell Douglas MD-82
- 2 Boeing-737-300